# مصطفى يلماز
مصطفى يلماز (بالتركية: Mustafa Yılmaz)‏ هو لاعب شطرنج تركي، ولد في 5 نوفمبر 1992 في قسطموني في تركيا.

## وصلات خارجية
- مصطفى يلماز على موقع الاتحاد الدولي للشطرنج (الإنجليزية)
- مصطفى يلماز على موقع مباريات الشطرنج (الإنجليزية)
- مصطفى يلماز على موقع 365Chess.com (الإنجليزية)
- مصطفى يلماز على موقع Chesstempo.com (الإنجليزية)
- مصطفى يلماز سجل أولمبياد الشطرنج على موقع OlimpBase.org (الإنجليزية)